# Peleteria trinitatis
Peleteria trinitatis là một loài ruồi trong họ Tachinidae.